# Олександр Борисович Свірін
Олександр Борисович Свірін (сравжнє прізвище Шапіро, 1912–1984) — російський радянський прозаїк і поет, за основною професією — лікар. Автор серії дитячих книг «Книга знань».

## Біографія
Багато років працював за основною професією — лікар-рентгенолог, жив у Москві.
В кінці 1950 — початку 1960-х років позаштатно рацював для редакції дитячих програм Московської студії телебачення, брав участь у створенні багатьох розважальних і навчальних телепередач для дітей.